# Tutiće
Tutiće (Servisch cyrillisch Тутиће) is een plaats in de Servische gemeente Sjenica. De plaats telt 48 inwoners (2002).